# Pachybrachis obsoletus
Pachybrachis obsoletus  (лат.) — вид жуков-скрытоглавов из семейства листоедов (Chrysomelidae). Северная Америка: Канада (Британская Колумбия, Квебек, Онтарио) и США (от Северной Дакоты до Нью-Мексико). Длина самцов 1,87 ± 0,16 мм, ширина 0,98 ± 0,08 мм. Окраска в основном буроватая с желтоватыми отметинами на спинной стороне тела (переднеспинке и надкрыльях). Ассоциирован с торфяниками в восточной Канаде и с растениями Cassandra calyculata (Ericaceae), Pinus strobus (Pinaceae), Salix spp. (Salicaceae). Вид был впервые описан в 1852 году энтомологом E. Suffrian.